# Protestas en el Líbano de 2019-2020
Las protestas en el Líbano, también llamadas revolución libanesa fueron una serie de manifestaciones que se desarrollaron desde el 17 de octubre de 2019, por los impuestos progresivos hacia servicios de redes sociales digitales, hasta las respuestas al COVID-19 y también las explosiones en el puerto de Beirut de 2020.  Los impuestos no solo se limitaban a las llamadas telefónicas en línea de WhatsApp (que es el principal servicio afectado), también estaba destinado a la gasolina y el tabaco, antes de las protestas, se tenía previsto oficializar dichos impuestos el 22 de octubre.
Las protestas crearon una crisis política en el Líbano, donde el primer ministro Saad Hariri presentó su dimisión, sin exigir ninguna nueva necesidad gubernamental para ser primer ministro y haciéndose eco de las demandas de los manifestantes de un gobierno de especialistas independientes. En 2020 se formó un gabinete encabezado por Hassan Diab, pero también dimitió a raíz de la explosión en el puerto de Beirut de 2020.

## Contexto
Desde 1997, los sucesivos gobiernos mantuvieron un tipo de cambio fijo entre la libra libanesa y el dólar estadounidense. Las previsiones para la economía libanesa empeoraron durante la década de 2010 y en 2019 el PIB per cápita alcanzó su nivel más bajo desde 2008 y la relación deuda/PIB alcanzó su nivel más alto desde 2008 en 151%. Como resultado, las agencias internacionales de calificación crediticia rebajaron la calificación de los bonos del gobierno. La combinación de una recesión económica en el país dependiente de las importaciones con la continuación de su vinculación en dólares vio un aumento en el déficit presupuestario del gobierno y una dependencia en el uso de las reservas de divisas del nacional Banco del Líbano para mantener la vinculación monetaria. La posterior escasez de dólares a fines de 2019 afectó aún más a la economía, ya que las empresas de importación y los ciudadanos no pudieron adquirir dólares al tipo oficial y surgió un mercado negro. El gobierno de coalición dirigido por Saad Hariri respondió con austeridad, un programa de aumentos de impuestos generales y reducciones de gastos, con el objetivo de reducir el déficit del gobierno mientras se mantiene la vinculación frente al dólar estadounidense. La reducción del déficit nacional fue una condición de un paquete de préstamos por valor de 10.200 millones de dólares y subvenciones por valor de 860 millones de dólares acordados en 2018 con el Banco Mundial, el Banco Europeo de Reconstrucción y Desarrollo y el gobierno de Arabia Saudita.
Las protestas comenzaron a tener lugar en pequeñas cantidades alrededor de Beirut hacia fines del mes de septiembre. El 1 de octubre, el Banco Central del Líbano anunció una estrategia económica que prometía proporcionar dólares a todas aquellas empresas en el negocio de importar trigo, gasolina y productos farmacéuticos, para que pudieran continuar sus importaciones. Esta fue considerada una solución a corto plazo por los analistas económicos.
En una sesión de gabinete celebrada el 17 de octubre, el gobierno propuso estrategias para aumentar el presupuesto estatal para 2020. Hubo 36 puntos para discutir, incluido el aumento del Impuesto al Valor Agregado (IVA) en un 2% para 2021 y un 2% adicional para 2022 , haciendo que alcance un total del 15%. Además, los medios informaron que había planes de un cargo de $ 0.20 en llamadas de Voz sobre Protocolo de Internet (VoIP), como las realizadas en FaceTime, Facebook y WhatsApp. La sesión final del proyecto de presupuesto debía celebrarse el 19 de octubre, pero fue cancelada por acuerdo del primer ministro Saad Hariri y el presidente Michel Aoun.

## Causas
El estallido de las protestas se atribuyó a las crisis acumuladas en las últimas semanas en el Líbano, desde la crisis en dólares, a gasolineras en huelga, más de 100 lugares en el Líbano bajo incendios forestales evitables debido a la mala gestión de la vida silvestre, no poder mantener los incendios forestales debido a la falta de mantenimiento de helicópteros contra incendios, e impuestos a la gasolina, trigo, así como a las llamadas telefónicas en línea, entre otros.
Las protestas se iniciaron en contra de los planes —ya cancelados— de cobrar impuestos por las llamadas realizadas en WhatsApp, pero posteriormente se añadieron las reivindicaciones contra de la corrupción política y la crisis económica.
También la defensa de los derechos de las mujeres está en el centro de las protestas. Miles de mujeres de todas las clases sociales y de todas las pertenencias confesionales (cristianas, drusas, musulmanas... ) han unido a las manifestaciones para denunciar la desigualdad que rige en la sociedad. Denuncian las leyes comunitarias que regulan matrimonio, herencia y custodia de los hijos y abogan por la adopción de una ley sobre el estatus de la mujer en el Líbano que permita la igualdad de derechos que los hombres. También reclaman la reforma de la ley que en la actualidad impide a una mujer casada con un extranjero transmitir la nacionalidad libanesa a su hijo.

## Calendario de las protestas

### 17 de octubre

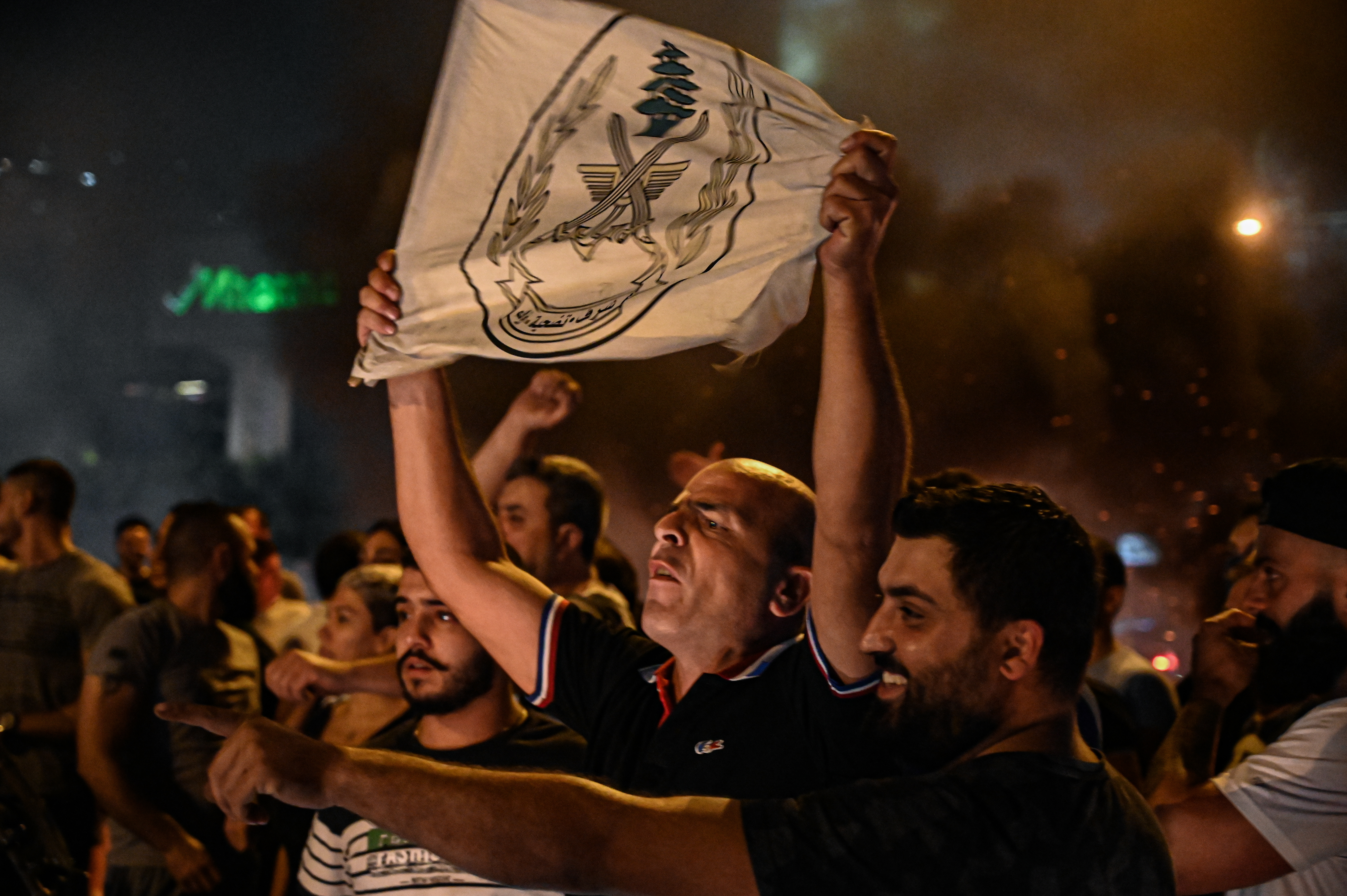
Protestas en Antelias.

En la noche del 17 de octubre, aproximadamente cien activistas civiles protestaban por los nuevos impuestos propuestos en y alrededor del centro de Beirut, bloqueando calles muy importantes que unen los lados oeste y este de la ciudad.
Cuando el ministro de Educación Superior, Akram Chehayeb, y su convoy pasaron por la zona, los manifestantes se reunieron en su automóvil. Uno de sus guardaespaldas disparó balas perdidas en el aire, lo que enfureció aún más a los manifestantes; No se reportaron heridos. El líder del partido de Chehayeb, Walid Joumblatt , declaró que había hablado con el ministro y solicitó que los guardaespaldas fueran entregados a la policía, ya que todas las personas están "bajo la ley".
Un gran número de manifestantes comenzaron a aparecer en la Plaza de los Mártires, la Plaza Nejmeh y la Calle Hamra, así como en muchas otras regiones alrededor del Líbano. A medida que las protestas se hicieron más grandes, el primer ministro Saad Hariri convocó a una reunión de gabinete a petición del presidente Michel Aoun para el mediodía del 18 de octubre. El ministro de Educación Superior, Akram Chehayeb, también hizo un anuncio de que todas las escuelas y universidades públicas o privado, permanecería cerrado al día siguiente. El Ministro de Telecomunicaciones, Mohamad Choucair, anunció que la idea del "impuesto a WhatsApp" había sido descartada alrededor de las 11 p. m.

### 18 de octubre

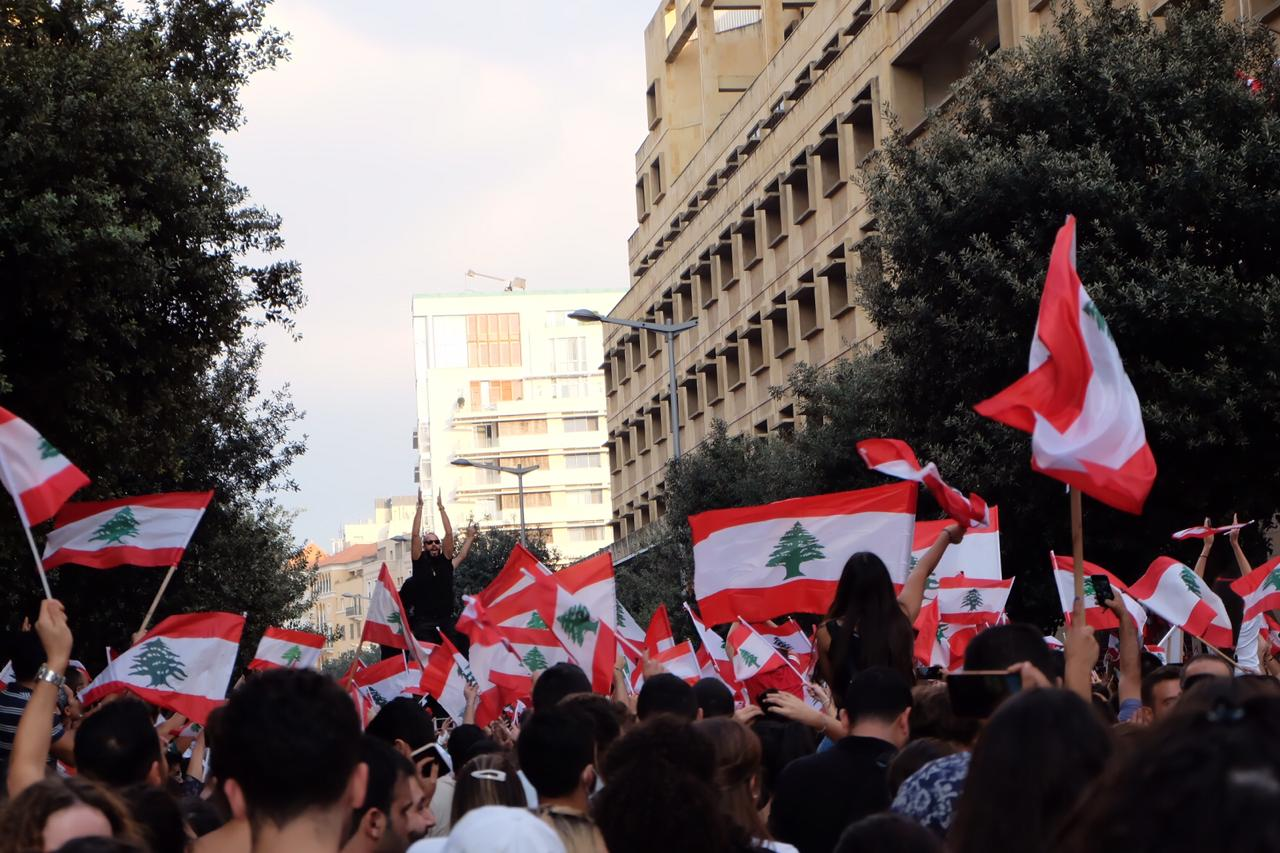
Protestas en Beirut.

En la mañana del 18 de octubre, los manifestantes en Nabatiyeh y Trípoli atacaron las oficinas de varios partidos políticos: Hezbolá, Movimiento Amal y Movimiento Patriótico Libre. Otros manifestantes intentaron ingresar al Serail, que incluye el edificio del Parlamento del Líbano, pero fueron detenidos por el uso de gases lacrimógenos de las Fuerzas Armadas del Líbano. Los manifestantes crearon bloqueos de carreteras en las principales carreteras del país, utilizando neumáticos en llamas y botes de basura para detener el acceso.
La Liga de Empleados del Sector Público anunció una huelga de trabajadores del sector público con efecto inmediato, argumentando que las reformas propuestas "socavarían los derechos de los empleados y pensionistas en particular".
Una reunión de gabinete debía realizarse por la tarde, pero los ministros de las Fuerzas Libanesas anunciaron que no asistirían. El líder de las Fuerzas, Samir Geagea, pidió la renuncia del Primer Ministro, debido al "rotundo fracaso para detener el deterioro de la situación económica [del país]". Después de este anuncio, la reunión del gabinete fue cancelada por el Primer Ministro.
El líder del Partido Socialista Progresista, Walid Jumblatt, pidió un movimiento "tranquilo y pacífico" contra el mandato del presidente Michel Aoun, y organizó manifestaciones en Aley, Bhamdoun y Baakline para expresar sus opiniones. Pierre Issa del Bloque Nacional expresó una opinión similar, pidiendo un "gobierno de especialistas, un gobierno reducido de la seguridad pública". Sin embargo, criticó la participación de los partidos políticos en las protestas y argumentó que los ciudadanos deben seguir haciendo algo. La Embajada de los Estados Unidos en Beirut instó a los ciudadanos a suspender cualquier acción que amenace la seguridad pública.
Por la noche, el primer ministro Saad Hariri se dirigió a la nación, dando a sus "socios en el gobierno" 72 horas para apoyar las reformas. Si no llegaban a un acuerdo, sugirió que adoptaría un "enfoque diferente". Tuiteó "72 horas ..." justo después del discurso pronunciado.
Las protestas continuaron después de la dirección de Hariri. En un incidente, los guardaespaldas del exparlamentario Mishbah el Ahdab dispararon contra los manifestantes, mataron a dos personas e hirieron a otras cuatro.

### 19 de octubre
El Secretario General de Hezbolá, Hassan Nasrallah, se dirigió a la nación por la mañana, hablando en contra de los impuestos. Sin embargo, no quería que el gobierno renunciara y, en cambio, pidió a los ciudadanos que desviaran la culpa de Hariri al gobierno anterior, que también era el culpable del estado de la economía.
A medida que las protestas continuaron durante todo el día, hubo presuntos informes de grupos militantes del Movimiento Amal hostigando y abriendo fuego contra los manifestantes en Tiro. Se llevaron a cabo protestas en Europa y América del Norte, mostrando solidaridad con los manifestantes en el Líbano.
Debido a la creciente presión de los manifestantes, las Fuerzas Libanesas anunciaron su renuncia al gabinete. Samir Geagea, su líder, había culpado previamente a sus oponentes por "obstruir las reformas necesarias", pero desde entonces declaró su "falta de confianza en el gabinete actual". Su partido tenía cuatro escaños dentro del gobierno: el ministro de Trabajo, Kamil Abu Sulaiman, el ministro de Desarrollo Administrativo, May Chidiac, el Viceprimer Ministro Ghassan Hasbani y el ministro de Asuntos Sociales, Richard Kouyumjian.

### 20 de octubre
El 20 de octubre, cientos de miles de manifestantes se reunieron en lugares de todo el país, convirtiéndose en la mayor manifestación desde 2005.

### 21 de octubre
El 21 de octubre, se convocó una huelga general en todo el país para exigir el fin de los problemas económicos del país. Las protestas continuaron en todo el país, pero algunos manifestantes comenzaron a limpiar los restos de la manifestación en Beirut después de un llamado a las redes sociales para mantener las calles limpias y ordenadas.
Por la tarde, se realizó una reunión de emergencia del gabinete, aprobando medidas económicas que apuntaban a reducir el déficit, reducir a la mitad los salarios de los políticos y brindar ayuda financiera a las personas en situación de pobreza. El primer ministro Hariri había sugerido que podría renunciar si no se aprobaban las medidas. Sin embargo, los manifestantes rechazaron las reformas después de un discurso de Hariri, llamando a su gobierno "ladrones" y argumentando que las reformas confirmaron que el gobierno los había estado maltratando durante décadas.
Por la noche, varios motociclistas que izaban banderas de Hezbolá y del Movimiento Amal intentaron infiltrarse en las protestas en Beirut, pero el ejército libanés pudo frustrar su intento. Pocos minutos después, Hezbolá y el Movimiento Amal negaron su participación en ese incidente.

### 26 de octubre: Dimisión del primer ministro
El primer ministro Saad al Hariri, el 29 de octubre de 2019, dos semanas después de las protesta, anunció su dimisión. Hariri dijo que la situación de Líbano se encontraba en un punto muerto y que necesitaba de un revulsivo para salir de la crisis. El líder del grupo libanés Hezbolá Nasralá pidió calma y urgió a los chiíes a dejar las protestas defendiendo la continuidad de Hariri. Horas antes de la comparecencia de Hariri cientos de simpatizantes de las dos fuerzas chiíes Amal y Hizbulah levantaron por fuerza el bloqueo de una importante carretera de Beirut y destrozaron un campamento de los concentrados.

### Tercera semana: 1 - 7 de noviembre
Mientras la protesta se extendía a la tercera semana, Hassan Nasrallah de Hezbolá realizó una declaración pública el 1 de noviembre sobre el temor a un derrocamiento del gobierno, debido al consiguiente "vacío" que experimentaría Líbano. Nasrallah declaró que "Nunca la Resistencia fue tan fuerte", en Líbano, y afirmó que probablemente se nombraría un nuevo Primer Ministro en los próximos días del 1 de noviembre.  En el discurso de Hezbolá del 1 de noviembre no quedó claro si apoyaban o estaban en contra de las protestas.  Las universidades se cerraron y se organizaron debates públicos y conferencias. A mediodía del 3 de noviembre miles de partidarios del Movimiento Patriótico Libre llegaron en manifestación al Palacio Presidencial en apoyo al presidente Michel Aoun, donde Gebran Bassil ministro de exteriores y miembro del mismo partido hizo una declaración personal por primera vez en más de 13 días. Bassil afirmó: "Deberíamos bloquear el acceso a los parlamentarios que rechazan las leyes contra la corrupción, los políticos que escapan a la responsabilidad y los jueces que no implementan la ley". También exigió levantar el secreto bancario en las cuentas de los funcionarios políticos e insistir en la rendición de cuentas, así como un retorno de los fondos robados.
Por la tarde, decenas de miles de manifestantes antigubernamentales inundaron las calles de Líbano en el llamado  "domingo de unidad". Los manifestantes se reunieron por tercer domingo consecutivo desde que comenzaron las manifestaciones masivas contra el gobierno el 17 de octubre, llenando las calles y plazas centrales de las principales ciudades, incluidas Beirut, Trípoli y Tiro. Docenas de carreteras principales se cerraron por la quema de neumáticos, montañas de arena y por la gran cantidad de manifestantes, a pesar de la continua amenaza de violencia por parte de los partidos políticos de la oposición. Los actos de violencia de los rivales del partido consistieron en todo Líbano, como los ataques contra los manifestantes en Beirut que bloquearon las vías públicas. Se creía que los atacantes de Beirut estaban afiliados a Hezbolá. El 4 de noviembre, se celebró una vigilia a la luz de las velas en Baalbek en memoria de aquellos que perecieron en la protesta libanesa, mientras los enfrentamientos por el bloqueo de carreteras persistieron en Beirut.
El 5 de noviembre, la protesta alcanzó su vigésimo día de revolución. Mientras que muchas escuelas en todo el Líbano se reabrieron muchos estudiantes mantuvieron la protesta.Los manifestantes en Nabatieh cerraron compañías como OGERO, Liban Post, Banque du Liban y varios bancos a pesar de la extrema oposición política hacia los manifestantes en esta región. Los bancos en Beirut, así como algunas compañías eléctricas en la ciudad fueron presionadas y cerraron. Los manifestantes en Beirut tuvieron que depender de generadores privados después del cierre de centros eléctricos en la ciudad. Los manifestantes fueron documentados arrojando piedras y botellas a los edificios de la compañía eléctrica. En la madrugada del 6 de noviembre, miles de estudiantes en todo el Líbano protestaron frente a universidades y escuelas negándose a asistir a clases hasta que se cumplan sus demandas. Por la tarde, los manifestantes salieron a la calle en todo el Líbano y miles de personas protestaron frente a instituciones gubernamentales y privadas clave obligando algunos de los centros a cerrar sus puertas.

## Perfil sociopolítico
Lina Khatib, corresponsal en inglés del diario catarí Al Jazeera, planteó en su análisis que, en contraste con la Revolución del Cedro de 2005 en la que el apoyo a los principales lados del conflicto político se alineó con los partidos políticos y la división sociológica y religiosa musulmana sunita-chiita en el Líbano, en manifestaciones anteriores se pidió incluir críticas a los líderes dentro de la comunidad anti-Hezbolá. También expresó que las protestas de 2019 pasaron por alto esta división sociológica, afirmando que eran "parte de un movimiento de base genuino que no ha sido dirigido por ningún partido político ... sectario en un sentido más amplio que el de 2015... [y] teniendo lugar en todo el Líbano, en lugar de solo en Beirut". Khatib consideró las protestas como una "amenaza existencial" para el "gobierno libanés y la élite política" y una "revolución". Ella interpretó la naturaleza de las protestas en toda la sociedad de 2019 como su "semilla" en las protestas de 2015-2016.